# Santo Amaro da Imperatriz

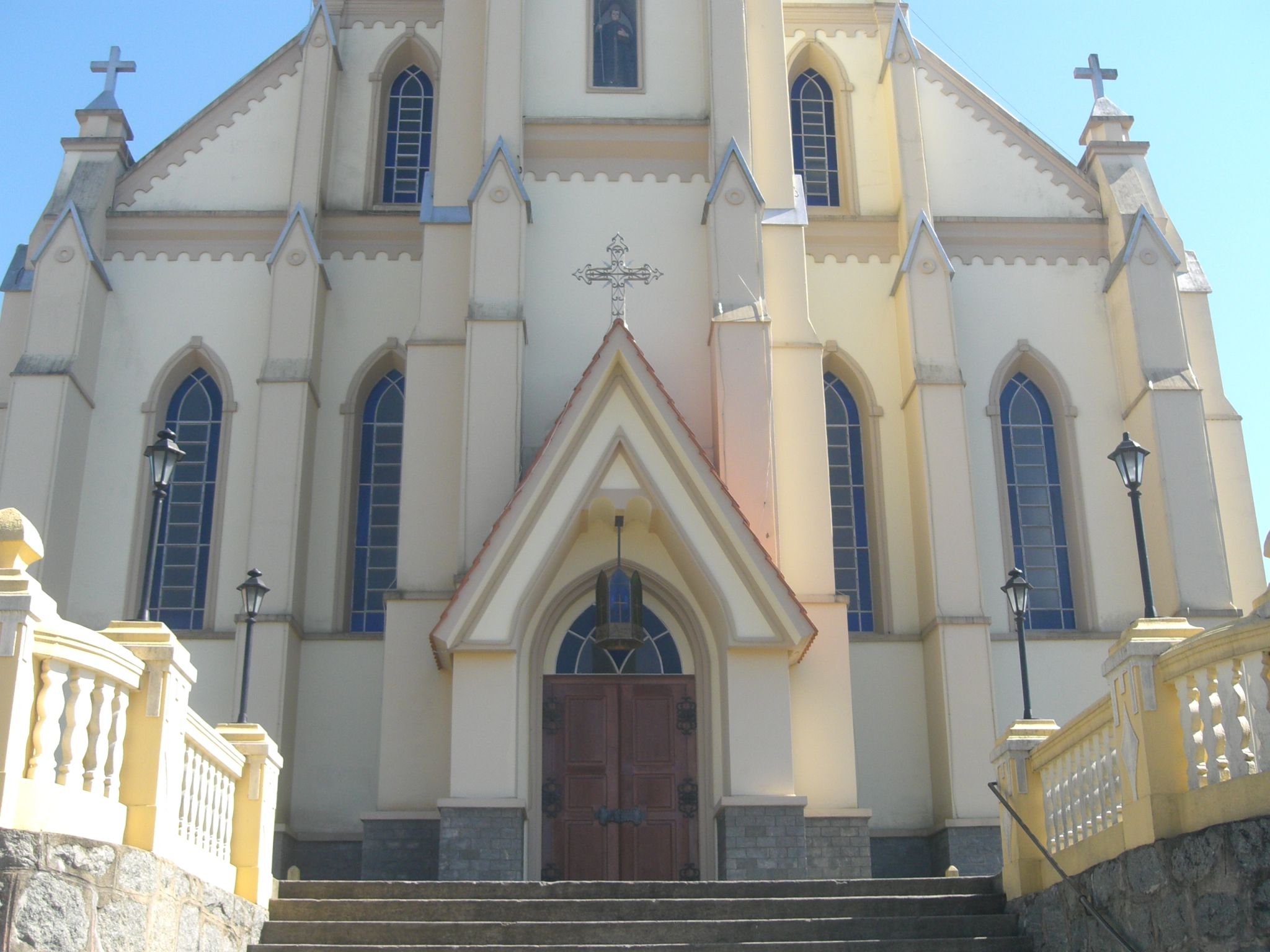
Biserică de Santo Amaro da Imperatriz

Santo Amaro da Imperatriz este un oraș în Santa Catarina (SC), Brazilia.

## Așezare
Municipalitatea conține o parte din Parcul de Stat Serra do Tabuleiro, o suprafață protejată de 84.130 de hectare (207.900 de hectare), o zonă protejată creată în 1975. Parcul împădurit împădurite protejează sursele râurilor Vargem do Braço, Cubatão și D'Una, care furnizează majoritatea apa potabilă pentru Florianópolis mai mare și regiunea de coastă de sud. Există mai multe ferme din municipiu. Singura zonă urbană este situată în centrul orașului Santo Amaro.

## Părți și festivaluri
The Festa do Divino Espírito Santo (Divine Holy Spirit Party) is the main religious celebration of the Florianópolis Region. Festa do Milho (Corn Festival) is another important festival of Santo Amaro.

## Economie
Chiar dacă Santo Amaro este un oraș mic, în oraș au fost înființate întreprinderi importante. Imperatriz Supermarketuri a fost înființată în 1974 și este cel mai profitabil supermarket din Santa Catarina. Supermarketurile Rosa sunt, de asemenea, o altă rețea importantă de supermarketuri.
Auto Viação Imperatriz este întreprinderea de autobuze care conduce oamenii în Palhoça, São José și Florianópolis. Imperatriz este, de asemenea, o altă întreprindere importantă care produce înghețată.
Dat fiind că Santo Amaro este în principal un oraș rural, economia sa se bazează pe acesta.